# 鬼退治 (テレビドラマ)
『鬼退治』（おにたいじ）は、1971年1月7日から同年4月1日まで、NET（現・テレビ朝日）系列の『ナショナルゴールデン劇場』の枠で放送されたテレビドラマ。全13回。主演は三田佳子。

## 概要・内容
美人で気立ては良いが料理や裁縫が苦手な妻と過保護で育った夫。当分は二人きりの新婚家庭のはずだったが、結局同居することになった夫の母（姑）や度々出入りを重ねる夫の妹（小姑）・夫の母の妹、の三人を相手に奮闘するホームコメディ。「鬼退治」という題名には、鬼は心の中にいる、それをみんなで退治しよううというテーマが込められている。

## キャスト
- 小島桃子：三田佳子

主人公。美人で気立ては良いが料理や裁縫が苦手。
- 小島信久：川崎敬三

桃子の夫。過保護で育ったせいかマザコン気質。嫁姑の間に挟まり困っている。
- 巴：黒柳徹子

信久の妹。ちゃっかり屋。夫・久男の浮気騒動で家出し桃子たちと同居生活を送るが第6話で仲直りし夫のもとへ戻る。
- 久男：川地民夫

巴の夫。
- 治子：沢村貞子

志津の妹。姉妹仲は良好で、反・桃子の共同戦線を張る。家族と喧嘩のすえ家出し桃子たちと同居生活を送るが、後に自宅へ戻る。その後も揉め事を小島家へ持ち込むなどして、桃子らを悩ませる。
- 勇：田辺靖雄

桃子の弟。桃子から小島一族のことで相談を持ちかけられることも多い。
- 亜紀：松本留美

勇のガールフレンド。家出してきた桃子を部屋に泊める（第8話）。
- 幸造：益田喜頓

志津の初恋相手。志津の茶飲み相手を探していた桃子に偶然スカウトされる。
- 小島志津：長岡輝子

桃子の姑。桃子を目の敵にし嫁いびりを行う。桃子との対決の際には治子や巴と共同戦線を張ることもある。
- 山本紀彦
- 真屋順子
- 天田俊明
- 島田多江
- 石山建二郎

ほか

## スタッフ
- 脚本：松木ひろし 、向田邦子
- 演出：山内和郎（第1～3話）、白崎英介（第4～13話）
- 音楽：いずみたく
- 制作：NET

## サブタイトル
1. 1971年1月7日 「君は結婚したいのか」
2. 1971年1月14日 「君の姑は親切か」
3. 1971年1月21日 「君の夫は頼りになるか」
4. 1971年1月28日 「君の結婚は成功か」
5. 1971年2月4日 「君は浮気をしたいのか」
6. 1971年2月11日 「君は旅をしたいのか」
7. 1971年2月18日 「君は離婚したいのか」
8. 1971年2月25日 「君は男が好きなのか」
9. 1971年3月4日 「君は故郷が恋しいか」
10. 1971年3月11日 「君の見通し明るいか」
11. 1971年3月18日 「君は再婚したいのか」
12. 1971年3月25日 「君はベッドが恋しいか」
13. 1971年4月1日 「君の未来はバラ色か」

## 後日談
- 48年半後の2019年9月27日に同局で放送された『徹子の部屋スペシャル TVエンタメ伝説の名場面史』で、黒柳扮する巴が登場する場面が、司会の黒柳の目の前で放送された。